# Verbiesles
Verbiesles település Franciaországban, Haute-Marne megyében. Lakosainak száma 319 fő (2022. január 1.). Verbiesles Chaumont, Chamarandes-Choignes, Laville-aux-Bois, Luzy-sur-Marne és Neuilly-sur-Suize községekkel határos.

## Népesség
A település népessége az elmúlt években az alábbi módon változott:
| Lakosok száma | 152  | 281  | 328  | 292  | 306  | 317  | 332  | 342  | 345  | 319  |
|               | 1968 | 1982 | 1990 | 2006 | 2013 | 2015 | 2017 | 2019 | 2020 | 2022 |